# 薩莫拉齧脂鯉
薩莫拉齧脂鯉，為輻鰭魚綱脂鯉目脂鯉亞目脂鯉科的其中一個種，分布於南美洲厄瓜多薩莫拉河流域，體長可達7.3公分，棲息在底中層水域，生活習性不明。